# Stéphane Sarrazin
Stéphane Jean-Marc Sarrazin (Alès, 2 novembre 1975) è un pilota automobilistico francese.
Da anni specializzato nelle corse del genere endurance, si è dedicato anche ai rally e ha disputato anche un Gran Premio di Formula 1.

## Carriera

### Inizi
Sarrazin ha iniziato la sua carriera col karting dove ha vinto due titoli di campione francese, per poi passare a guidare le monoposto. Nel 1997 disputa il campionato francese di Formula 3 e nonostante corra per un team dal budget ridotto chiude al 2º posto in classifica piloti. Questo risultato gli consente di approdare nel 1998 in Formula 3000 con la squadra Apomatox, junior team della Prost Grand Prix di F1, del quale diviene pilota collaudatore. Nel 1999, termina al 5º posto il campionato di Formula 3000, mentre nei due anni seguenti disputa solo alcune gare.

### Formula 1
In Formula 1 Sarrazin ha preso parte a una sola gara, il Gran Premio del Brasile 1999 con la Minardi in sostituzione dell'infortunato Luca Badoer: in qualifica ottenne un ottimo 18º tempo, ma in gara fu costretto al ritiro per uno spettacolare incidente dal quale uscì fortunatamente illeso. Tuttavia la buona prestazione a Interlagos impressionó positivamente Alain Prost che decise quindi di ingaggiarlo come collaudatore del suo team, la Prost GP, promettendogli anche un posto da titolare per la stagione 2000, in sostituzione del connazionale Olivier Panis; in seguito però il manager francese cambiò idea preferendogli il tedesco Nick Heidfeld. Nel 2002 ricoprì nuovamente il ruolo di collaudatore per la Toyota.

### Debutto nell'endurance
Nel 2001 viene ingaggiato come pilota ufficiale Chrysler, per guidare nella 24 Ore di Le Mans una delle sue vetture LMP progettate dalla Dallara, ma in gara è costretto al ritiro. L'anno seguente con la stessa vettura ma motorizzata Judd schierata dalla scuderia Oreca, conclude al 6º posto la classica maratona automobilistica francese. Nel 2003 corre per il team Pescarolo Sport alcune gare del Campionato FIA Sportcar ottenendo una vittoria e 2 secondi posti; corre anche a Le Mans chiudendo allo 8º posto assoluto.

### Rally

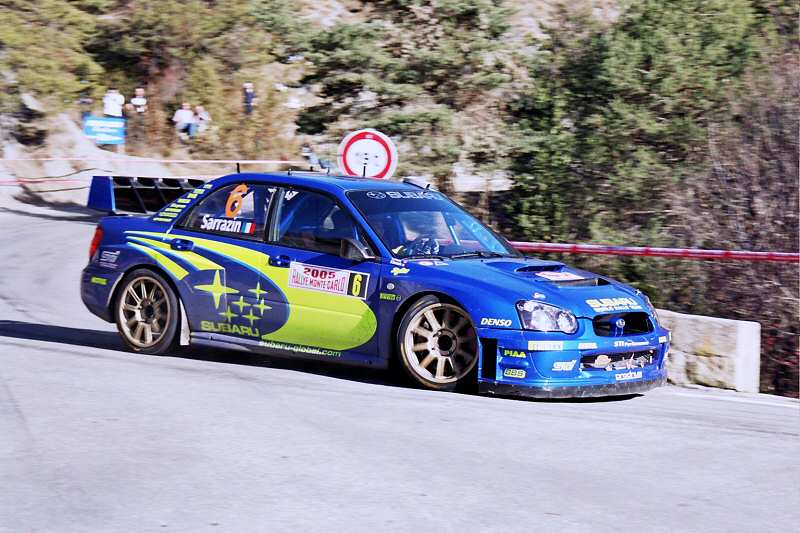
Sarrazin alla guida della Subaru Impreza WRC nel mondiale Rally

Sarrazin fa il suo debutto nei rally nel 2001: nella sua prima corsa, il Rallye du Var, arriva 1º nella categoria Gruppo N al volante di una Mitsubishi Lancer.
Nel 2004, passa ai rally a tempo pieno, disputa il campionato nazionale francese di rally alla guida di una Subaru Impreza vincendolo al primo tentativo e nel 2005 partecipa al campionato mondiale per la squadra ufficiale Subaru, ottenendo come miglior risultato un 4º posto alla Rally di Catalogna. Nello stesso anno corre anche per l'Aston Martin, guidando la DBR9 di classe GT1 alla 24 Ore di Le Mans, nella quale termina al 9º posto assoluto.

### Ritorno nell'endurance
Nel 2006 diventa pilota ufficiale Aston Martin e disputa il campionato American Le Mans Series in classe GT1, nel quale vince 3 gare e ottiene 6 piazzamenti a podio, che gli valgono il 2º posto il classifica piloti.
Nel 2007 viene ingaggiato dal team Peugeot Sport come pilota del nuovo sport prototipo Peugeot 908 HDi FAP, alla guida di questa vettura vince il campionato Le Mans Series 2007 ottenendo 3 vittorie e 2 podi; alla 24 Ore di Le Mans 2007 stabilisce la pole position, ma in gara arriva 2º in coppia con Sébastien Bourdais e Pedro Lamy.
Nel 2008 termina 4º in classifica piloti LMS ottenendo 2 vittorie, arriva 2º alla Petit Le Mans con la Peugeot 908; disputa anche la 24 Ore di Spa al volante di una Maserati MC12 vincendo la gara.
Nel 2009 partecipa al Rally di Monte Carlo chiudendo al 3º posto alla guida di una Peugeot 207 S2000, arriva 2º alla 12 Ore di Sebring, alla 24 Ore di Le Mans 2009 conquista nuovamente la pole position (la 3ª consecutiva in tre anni) e in gara termina al 2º posto; vince infine la Petit Le Mans di Road Atlanta insieme a Franck Montagny.
Nel 2010 vince il Campionato LMS pilotando la Peugeot 908 del team Oreca e rivince la Petit Le Mans assieme a Montagny e Lamy con la squadra ufficiale Peugeot.
Nel 2011 ottiene un terzo assoluto a Le Mans con i suoi compagni di equipaggio, Franck Montagny e Nicolas Minassian, a bordo della Peugeot 908.
Nel 2012, dopo il ritiro della Peugeot dalle competizioni, esordisce nel nuovo Mondiale Endurance nella classe LMP2. A Le Mans gareggia di nuovo nella LMP1, con la Toyota TS030, esordiente in quella gara, insieme a Anthony Davidson e Sébastien Buemi. All'ottantaduesimo giro sono però costretti al ritiro.
Nel 2013 la Toyota lo riconferma e partecipa a tutte le otto gare di campionato, con gli stessi compagni del 2012. A Le Mans sono secondi assoluti, mentre ottengono l'unica vittoria stagionale nell'ultima gara di campionato in Bahrein. A fine campionato sono terzi con 106,25 punti.
Nel 2014 corre ancora nel WEC con la Toyota, ma cambia equipaggio, e i suoi compagni sono ora Alexander Wurz e Kazuki Nakajima. Nella prima gara a Silverstone sono secondi, dietro i loro compagni di squadra Buemi, Davidson e Lapierre, dando alla Toyota una fantastica doppietta, mentre a Spa sono terzi. A Le Mans partono in pole e dominano buona parte della gara. Durante la notte sono però costretti al ritiro per un guasto elettrico. Dopo un deludente sesto posto ad Austin, tornano sul podio alla 6 Ore del Fuji, alla spalle di Buemi e Davidson, replicando così la doppietta di Silverstone.

### Formula E

#### 2014-15
Nel 2014, viene annunciata la sua partecipazione al neonato campionato di Formula E con il team Venturi Grand Prix. Durante la stagione ottiene alcune buone prestazioni che culminano con la pole position all'E-Prix di Londra 2015. Termina il campionato al quattordicesimo posto in campionato e viene confermato per la stagione successiva.

#### 2015-16
Nella seconda stagione viene affiancato dal canadese Jacques Villeneuve, poi sostituito da Mike Conway. La stagione inizia meglio della precedente, grazie a 5 piazzamenti a punti nelle prime 5 gare. Nella sesta gara stagionale ottiene il suo primo podio nella categoria. Alla fine di quella che si rivela essere la sua stagione migliore nella categoria sarà l'unico pilota ad essere giunto a punti in tutte le gare. Conclude al sesto posto in classifica generale con 70 punti.

#### 2016-17
Confermato dal team anche per la terza stagione, il francese coglie un solo punto nelle prime gare, complice una vettura poco competitiva. Dall'E-Prix di Berlino 2017 passa al team Techeetah, con cui conquista due podi nella parte finale della stagione.

#### 2017-18
Nella stagione 2017-18 prende il posto di Tom Blomqvist nel Team Andretti per la parte finale della stagione, senza riuscire però ad ottenere punti.

## Risultati

### Formula 1
| 1999 | Scuderia | Vettura |  |     |  |  |  |  |  |  |  |  |  |  |  |  |  |  |  | Punti | Pos. |
| ---- | -------- | ------- |  | --- |  |  |  |  |  |  |  |  |  |  |  |  |  |  |  | ----- | ---- |
| 1999 | Minardi  | M01     |  | Rit |  |  |  |  |  |  |  |  |  |  |  |  |  |  |  | 0     |      |

| Legenda | 1º posto     | 2º posto | 3º posto    | A punti         | Senza punti/Non class.  | Grassetto – Pole position Corsivo – Giro più veloce |
| Legenda | Squalificato | Ritirato | Non partito | Non qualificato | Solo prove/Terzo pilota | Grassetto – Pole position Corsivo – Giro più veloce |

### 24 Ore di Le Mans

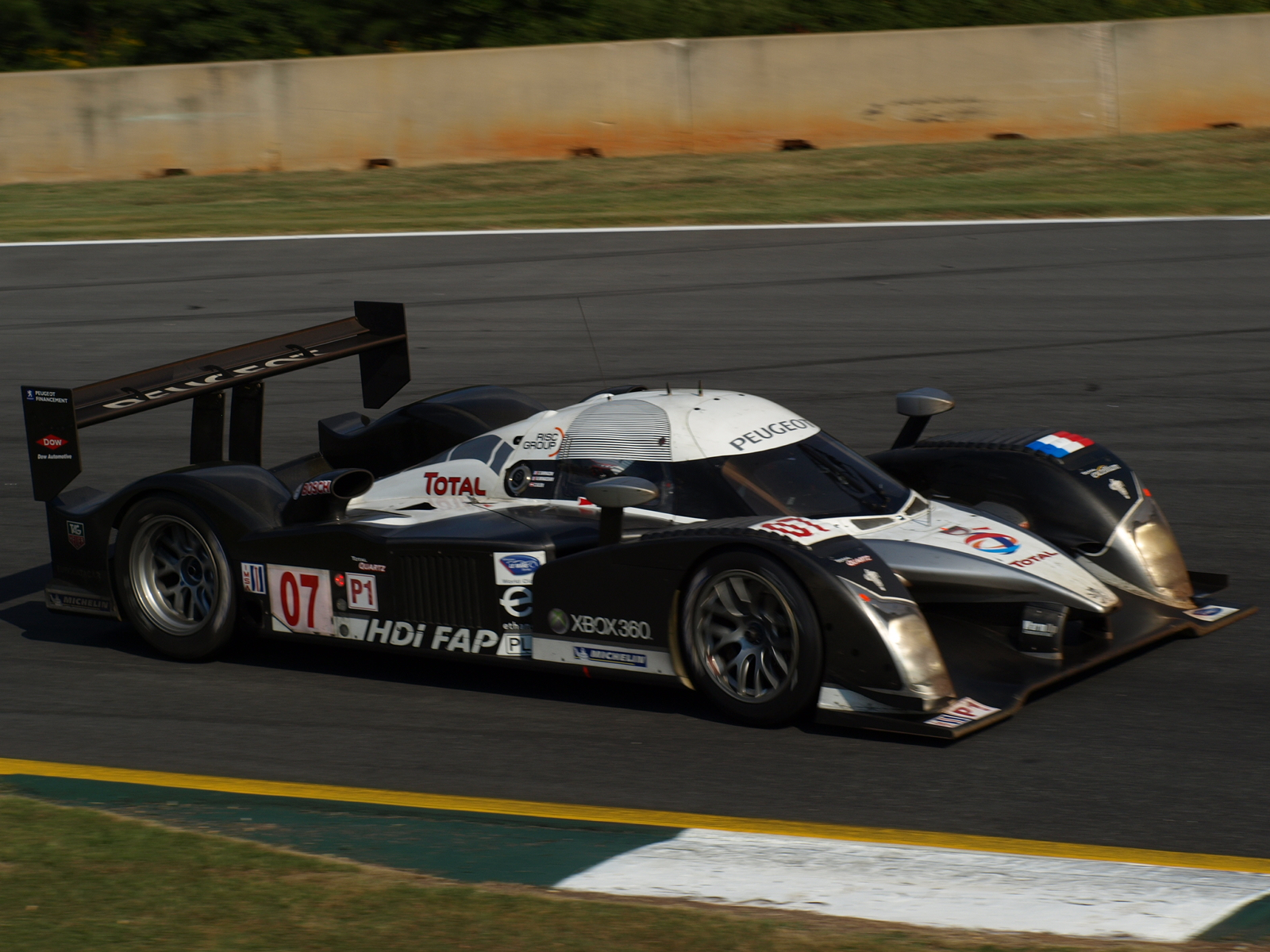
Stephane Sarrazin alla guida della Peugeot 908 HDi FAP

| Stagione | Risultato | Team                   | Vettura              | Classe |
| -------- | --------- | ---------------------- | -------------------- | ------ |
| 2001     | Rit       | Chrysler Team Oreca    | Chrysler LMP Dallara | LMP900 |
| 2002     | 6º        | Playstation Team Oreca | Dallara LMP          | LMP900 |
| 2003     | 8º        | Pescarolo Sport        | Courage C60          | LMP900 |
| 2005     | 9º        | Aston Martin Racing    | Aston Martin DBR9    | GT1    |
| 2006     | 10º       | Aston Martin Racing    | Aston Martin DBR9    | GT1    |
| 2007     | 2º        | Team Peugeot Total     | Peugeot 908 HDi FAP  | LMP1   |
| 2008     | 5º        | Team Peugeot Total     | Peugeot 908 HDi FAP  | LMP1   |
| 2009     | 2º        | Team Peugeot Total     | Peugeot 908 HDi FAP  | LMP1   |
| 2010     | Rit       | Team Peugeot Total     | Peugeot 908 HDi FAP  | LMP1   |
| 2011     | 3º        | Team Peugeot Total     | Peugeot 908          | LMP1   |
| 2012     | Rit       | Toyota Racing          | Toyota TS030 Hybrid  | LMP1   |
| 2013     | 2º        | Toyota Racing          | Toyota TS030 Hybrid  | LMP1   |

### Campionato mondiale rally

#### WRC
| 2004 | Scuderia              | Vettura                   |  |  |  |  |  |  |  |  |  |   |  |  |  |   |   |  | Punti | Pos. |
| ---- | --------------------- | ------------------------- |  |  |  |  |  |  |  |  |  | - |  |  |  | - | - |  | ----- | ---- |
| 2004 | Équipe de France FFSA | Subaru Impreza S9 WRC '03 |  |  |  |  |  |  |  |  |  | 9 |  |  |  | 6 | 4 |  | 8     | 11º  |

| 2005 | Scuderia                | Vettura                                                 |    |    |  |  |    |  |  |    |  |  |   |     |  |   |     |  | Punti | Pos. |
| ---- | ----------------------- | ------------------------------------------------------- | -- | -- |  |  | -- |  |  | -- |  |  | - | --- |  | - | --- |  | ----- | ---- |
| 2005 | Subaru World Rally Team | Subaru Impreza S10 WRC '04 e Subaru Impreza S11 WRC '05 | 14 | 13 |  |  | 12 |  |  | 13 |  |  | 8 | Rit |  | 4 | Rit |  | 6     | 17º  |

| 2006 | Scuderia                | Vettura                    |   |  |  |   |   |  |  |  |     |  |  |  |  |  |  |  | Punti | Pos. |
| ---- | ----------------------- | -------------------------- | - |  |  | - | - |  |  |  | --- |  |  |  |  |  |  |  | ----- | ---- |
| 2006 | Subaru World Rally Team | Subaru Impreza S12 WRC '06 | 5 |  |  | 8 | 8 |  |  |  | Rit |  |  |  |  |  |  |  | 6     | 18º  |

| 2015 | Scuderia | Vettura            |  |  |  |  |  |  |  |  |  |  |   |  |  |  |  |  | Punti | Pos. |
| ---- | -------- | ------------------ |  |  |  |  |  |  |  |  |  |  | - |  |  |  |  |  | ----- | ---- |
| 2015 |          | Ford Fiesta RS WRC |  |  |  |  |  |  |  |  |  |  | 9 |  |  |  |  |  | 2     | 26º  |

| 2016 | Scuderia | Vettura        |  |  |  |  |  |  |  |  |  |   |     |  |  |  |  |  | Punti | Pos. |
| ---- | -------- | -------------- |  |  |  |  |  |  |  |  |  | - | --- |  |  |  |  |  | ----- | ---- |
| 2016 |          | Hyundai i20 R5 |  |  |  |  |  |  |  |  |  | C | Rit |  |  |  |  |  | 0     |      |

| 2017 | Scuderia | Vettura        |  |  |  |   |  |  |  |  |  |  |  |  |  |  |  |  | Punti | Pos. |
| ---- | -------- | -------------- |  |  |  | - |  |  |  |  |  |  |  |  |  |  |  |  | ----- | ---- |
| 2017 |          | Škoda Fabia R5 |  |  |  | 9 |  |  |  |  |  |  |  |  |  |  |  |  | 2     | 20º  |

| 2018 | Scuderia | Vettura        |     |  |  |  |  |  |  |  |  |  |  |  |  |  |  |  | Punti | Pos. |
| ---- | -------- | -------------- | --- |  |  |  |  |  |  |  |  |  |  |  |  |  |  |  | ----- | ---- |
| 2018 |          | Hyundai i20 R5 | Rit |  |  |  |  |  |  |  |  |  |  |  |  |  |  |  | 0     |      |

| 2019 | Scuderia | Vettura        |   |  |  |  |  |  |  |  |  |     |  |  |  |  |  |  | Punti | Pos. |
| ---- | -------- | -------------- | - |  |  |  |  |  |  |  |  | --- |  |  |  |  |  |  | ----- | ---- |
| 2019 |          | Hyundai i20 R5 | 9 |  |  |  |  |  |  |  |  | Rit |  |  |  |  |  |  | 2     | 23º  |

| 2020 | Scuderia | Vettura        |     |  |  |  |  |  |  |  |  |  |  |  |  |  |  |  | Punti | Pos. |
| ---- | -------- | -------------- | --- |  |  |  |  |  |  |  |  |  |  |  |  |  |  |  | ----- | ---- |
| 2020 |          | Hyundai i20 R5 | Rit |  |  |  |  |  |  |  |  |  |  |  |  |  |  |  | 0     |      |

| 2022 | Scuderia | Vettura                |  |  |  |  |  |  |  |  |  |  |  |     |  |  |  |  | Punti | Pos. |
| ---- | -------- | ---------------------- |  |  |  |  |  |  |  |  |  |  |  | --- |  |  |  |  | ----- | ---- |
| 2022 |          | Volkswagen Polo GTI R5 |  |  |  |  |  |  |  |  |  |  |  | Rit |  |  |  |  | 0     |      |

| Legenda | 1º posto | 2º posto | 3º posto | A punti | Senza punti | Ritirato | Squalificato | NP=Non partito C=Gara cancellata | Apice=Power stage |

#### WRC-2
| 2022 | Scuderia | Vettura                |  |  |  |  |  |  |  |  |  |  |  |     |  |  |  |  | Punti | Pos. |
| ---- | -------- | ---------------------- |  |  |  |  |  |  |  |  |  |  |  | --- |  |  |  |  | ----- | ---- |
| 2022 |          | Volkswagen Polo GTI R5 |  |  |  |  |  |  |  |  |  |  |  | Rit |  |  |  |  | 0     |      |

| Legenda | 1º posto | 2º posto | 3º posto | A punti | Senza punti | Ritirato | Squalificato | NP=Non partito C=Gara cancellata | Apice=Power stage |

#### WRC-3
| 2020 | Scuderia | Vettura        |     |  |  |  |  |  |  |  |  |  |  |  |  |  |  |  | Punti | Pos. |
| ---- | -------- | -------------- | --- |  |  |  |  |  |  |  |  |  |  |  |  |  |  |  | ----- | ---- |
| 2020 |          | Hyundai i20 R5 | Rit |  |  |  |  |  |  |  |  |  |  |  |  |  |  |  | 0     |      |

| Legenda | 1º posto | 2º posto | 3º posto | A punti | Senza punti | Ritirato | Squalificato | NP=Non partito C=Gara cancellata | Apice=Power stage |

### Formula E
| Anno    | Team                         | Vettura                                         | 1      | 2      | 3       | 4      | 5       | 6      | 7      | 8      | 9      | 10     | 11     | 12     | Pos | Punti |
| ------- | ---------------------------- | ----------------------------------------------- | ------ | ------ | ------- | ------ | ------- | ------ | ------ | ------ | ------ | ------ | ------ | ------ | --- | ----- |
| 2014-15 | Venturi Grand Prix           | Spark-Renault SRT 01E                           | PEC 9  | PUT 12 | PDE Rit | BNA 10 | MIA Rit | LBH 10 | MON 7  | BER 6  | MOS 14 | LON 10 | LON 15 |        | 14º | 22    |
| 2015-16 | Venturi Grand Prix           | Spark-Venturi VM200-FE-01                       | PEC 9  | PUT 4  | PDE 9   | BNA 4  | MEX 9   | LHB 2  | PAR 5  | BER 10 | LON 10 | LON 5  |        |        | 6º  | 70    |
| 2016-17 | Venturi Grand Prix Techeetah | Spark-Venturi VM200-FE-02 Spark-Renault Z.E. 17 | HKG 10 | MAR 12 | BNA 12  | MEX 15 | MON 15  | PAR 10 | BER 11 | BER 14 | NYC 3  | NYC 12 | MTR 3  | MTR 8  | 10º | 36    |
| 2017-18 | MS&AD Andretti               | Spark-Andretti ATEC-03                          | HKG    | HKG    | MAR     | SAN    | MEX     | PDE    | ROM    | PAR    | BER 20 | ZUR 14 | NYC 12 | NYC 12 | 22º | 0     |